# والدت راما
والدت راما (انگلیسی: Valdet Rama؛ زادهٔ ۲۰ نوامبر ۱۹۸۷) بازیکن فوتبال اهل آلبانی است که در پست هافبک برای باشگاه آلمانی ووپرتالر آس‌وی بازی می‌کند. او همچنین تابعیت آلمان را دارد.
وی همچنین در تیم ملی فوتبال آلبانی بازی کرده‌است.